# Jean Rolland

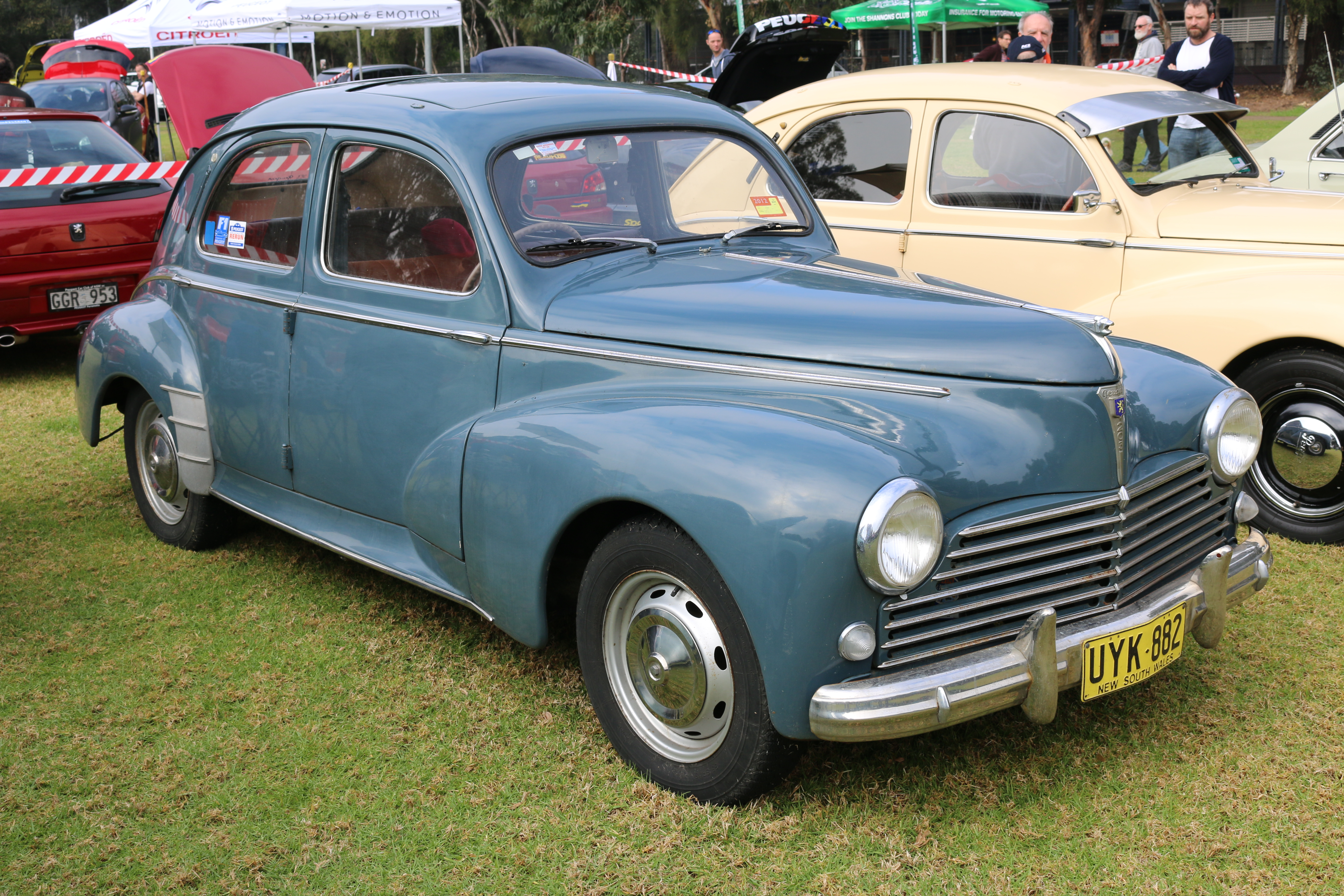
Ein gewöhnlicher Peugeot 203 war Jean Rollands erstes Rallye-Fahrzeug

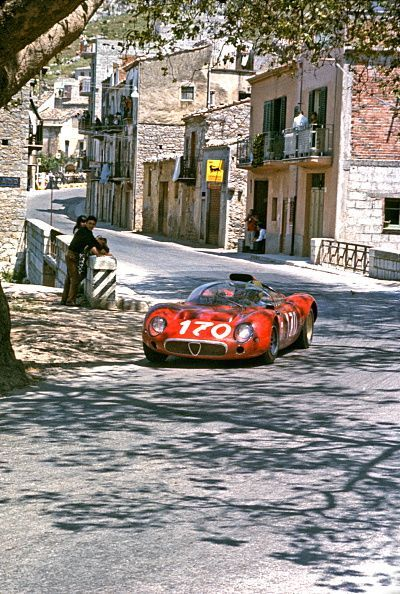
Der Alfa Romeo Tipo 33 von Andrea de Adamich und Jean Rolland bei der Targa Florio 1967

Jean Charles Rolland (* 27. Juli 1935 in Digne-les-Bains; † 17. September 1967 auf dem Autodrome de Linas-Montlhéry) war ein französischer Rallye- und Rundstrecken-Rennfahrer.

## Karriere im Motorsport
Jean Rolland begann seine Karriere 1953 mit 18 Jahren als Rallye-Fahrer. Sein Beifahrer bei seiner ersten Veranstaltung, der Rallye du Verdon, die er auf einem Peugeot 203 bestritt, war sein Großvater. Zu Beginn des Jahres 1954 lernte er Gabriel Augias kennen, einen Mathematik-Gymnasial-Lehrer. Aguias war sein Co-Pilot bei der Rallye Monte Carlo 1953 und blieb dies bis zu Rollands Tod 1967. Neben ihren Motorsportaktivitäten verband beide eine enge Freundschaft.
1958 erwarb er einen Alfa Romeo Giulietta Sprint Veloce, den er in Italien zu einem Rennwagen umbauen ließ. In den folgenden Jahren siegte er bei einer Vielzahl an nationalen und internationalen Rallye-Veranstaltungen. Durch seine vier Gesamtsiege beim Critérium des Cévennes, einem Wertungslauf zur französischen Rallye-Meisterschaft rund um die Gebirgskette der Cevennen, wurde er in der Fachpresse als „König der Cevennen“ bezeichnet. Dreimal, 1963, 1964 und 1966 siegte er bei der Coupe des Alpes und gewann 1966 die Tourenwagenklasse bei der Tour de Corse.
1962 gab er sein Debüt in der Sportwagen-Weltmeisterschaft. Gemeinsam mit seinem Landsmann Roger Delageneste wurde auf Ferrari 250 GT SWB Gesamtfünfter bei der Targa Florio. Bei seinem ersten Le-Mans-Einsatz im selben Jahr fiel er auf einem Werks-Abarth-Simca 1300 Bialbero nach sieben Stunden Fahrzeit wegen eines Zündungsschadens aus. 
Jean Rolland, der mehrere französische Rallye- und Rundstrecken-Meisterschaften für sich entschied, hatte seine erfolgreichste Rennsaison 1966. Er wurde Werksfahrer bei Alfa Romeo, gewann die Tourenwagenklasse der französischen Rallye-Meisterschaft, bestritt Formel-3-Rennen und wurde auf einem Formel-2-Lola T60 Siebter beim Grand Prix d’Albi. 1967 gewann er gemeinsam mit Lucien Bianchi das 6-Stunden-Rennen auf dem Nürburgring und fuhr einen Alfa Romeo Tipo 33 in der Sportwagen-Weltmeisterschaft. 
Jean Rolland verunglückte am 17. September bei einer Testfahrt mit einem Werks-Tipo 33 auf dem Autodrome de Linas-Montlhéry tödlich. Der genaue Unfallgrund konnte nie restlos geklärt werden. Angenommen wird ein Bremsdefekt, durch den der Alfa Romeo von der Fahrbahn abkam, einen Baum traf und in Flammen aufging. Rolland verstarb an der Unfallstelle.

## Statistik

### Le-Mans-Ergebnisse
| Jahr | Team                  | Fahrzeug                   | Teamkollege        | Platzierung | Ausfallgrund    |
| ---- | --------------------- | -------------------------- | ------------------ | ----------- | --------------- |
| 1962 | Abarth Corse & Cie    | Abarth-Simca 1300 Bialbero | Roger Delageneste  | Ausfall     | Zündungsschaden |
| 1963 | Urbain Fabre          | René Bonnet Aérodjet LM6   | Jean-Pierre Manzon | Ausfall     | Unfall          |
| 1964 | Scuderia St. Ambroeus | Alfa Romeo Giulia TZ       | Fernand Masoreo    | Ausfall     | Unfall          |
| 1965 | Autodelta SpA         | Alfa Romeo Giulia TZ/2     | Roberto Bussinello | Ausfall     | Motorschaden    |

### Sebring-Ergebnisse
| Jahr | Team             | Fahrzeug             | Teamkollege     | Platzierung             | Ausfallgrund |
| ---- | ---------------- | -------------------- | --------------- | ----------------------- | ------------ |
| 1965 | Autodelta S.p.A. | Alfa Romeo Giulia TZ | Bernard Consten | Rang 16 und Klassensieg |              |

### Einzelergebnisse in der Sportwagen-Weltmeisterschaft
| Saison | Team                                       | Rennwagen                                 | 1   | 2   | 3   | 4   | 5   | 6   | 7   | 8   | 9   | 10  | 11  | 12  | 13  | 14  | 15  | 16  | 17  | 18  | 19  | 20  | 21  | 22  |
| ------ | ------------------------------------------ | ----------------------------------------- | --- | --- | --- | --- | --- | --- | --- | --- | --- | --- | --- | --- | --- | --- | --- | --- | --- | --- | --- | --- | --- | --- |
| 1962   | Abarth                                     | Ferrari 250 GT Abarth-Simca 1300 Bialbero | DAY | SEB | SEB | MAI | TAR | BER | NÜR | LEM | TAV | CCA | RTT | NÜR | BRI | BRI | PAR |     |     |     |     |     |     |     |
| 1962   | Abarth                                     | Ferrari 250 GT Abarth-Simca 1300 Bialbero |     |     |     |     | 5   |     |     | DNF |     |     |     |     |     |     | DNF |     |     |     |     |     |     |     |
| 1963   | Urbain Fabre                               | René Bonnet Aérodjet LM6 Alfa Romeo 2600  | DAY | SEB | SEB | TAR | SPA | MAI | NÜR | CON | ROS | LEM | MON | WIS | TAV | FRE | CCE | RTT | OVI | NÜR | MON | MON | TDF | BRI |
| 1963   | Urbain Fabre                               | René Bonnet Aérodjet LM6 Alfa Romeo 2600  |     |     |     |     |     |     |     |     |     | DNF |     |     |     |     |     |     |     |     |     |     | DNF |     |
| 1964   | Alpine Scuderia Sant Ambroeus Mediterranee | Alpine A110 Alfa Romeo TZ                 | DAY | SEB | TAR | MON | SPA | CON | NÜR | ROS | LEM | REI | FRE | CCE | RTT | SIM | NÜR | MON | TDF | BRI | BRI | PAR |     |     |
| 1964   | Alpine Scuderia Sant Ambroeus Mediterranee | Alpine A110 Alfa Romeo TZ                 |     |     | DNF |     |     |     | DNF |     | DNF |     |     |     |     |     |     |     | 7   |     |     | 17  |     |     |
| 1965   | Autodelta                                  | Alfa Romeo TZ                             | DAY | SEB | BOL | MON | MON | RTT | TAR | SPA | NÜR | MUG | ROS | LEM | REI | BOZ | FRE | CCE | OVI | NÜR | BRI | BRI |     |     |
| 1965   | Autodelta                                  | Alfa Romeo TZ                             |     | 16  |     |     |     |     | 7   |     |     |     |     | DNF |     |     |     |     |     |     |     |     |     |     |
| 1967   | Autodelta                                  | Alfa Romeo T33                            | DAY | SEB | MON | SPA | TAR | NÜR | LEM | HOK | MUG | BRH | CCE | ZEL | OVI | NÜR |     |     |     |     |     |     |     |     |
| 1967   | Autodelta                                  | Alfa Romeo T33                            |     | DNF |     |     |     |     |     |     |     |     |     |     |     |     |     |     |     |     |     |     |     |     |